# Уваров, Александр Фёдорович
Александр Фёдорович Уваров (1745—1811) — генерал-поручик, участник русско-турецких войн.

## Биография
Родился в 1745 году. В военную службу был записан в 1748 году в лейб-гвардии Семёновский полк.
В 1771 году Уваров перевёлся в действующую против турок армию и принимал участие во многих боях, причём 26 декабря 1771 года за отличие был произведён в полковники и назначен командиром Апшеронского пехотного полка, а 26 ноября 1775 года был награждён орденом св. Георгия 4-й степени (№ 219 по кавалерскому списку Судравского и № 266 по списку Григоровича — Степанова)
За храбрые и мужественные подвиги при взятии города Орсовы, и в других случившихся с неприятелем сражениях.
В 1774 году он находился в сражениях при Туртукае и Рущуке.
После заключения мира Уваров был командирован с полком в Польшу, где принял участие в усмирении польских конфедератов.
21 августа 1776 года Уваров был назначен вице-полковником лейб-Гренадерского полка и 19 марта 1777 года вступил в должность командира этого полка, 8 июля 1777 года императрица Екатерина II произвела его в свои флигель-адъютанты. 2 августа 1778 года произведён в бригадиры и 5 мая 1779 года — в генерал-майоры. В январе 1782 года Уваров сдал должность полкового командира Гренадерского полка своему брату Семёну Фёдоровичу Уварову и получил назначение командиром гвардейской гренадерской бригады.
21 апреля 1787 года, в начале русско-турецкой войны 1787—1792 годов, Уваров получил чин генерал-поручика, но в следующем году за болезнью оставил действующую армию и 14 апреля 1789 года вышел в отставку.
Скончался 26 ноября (8 декабря) 1811 года.